# Callisia laui
Callisia laui är en himmelsblomsväxtart som först beskrevs av David Richard Hunt, och fick sitt nu gällande namn av David Richard Hunt. Callisia laui ingår i släktet sköldpaddstuvor, och familjen himmelsblomsväxter. Inga underarter finns listade.